# Robert Moulinas
Pas d'image ? Cliquez ici

a Compétitions nationales et continentales officielles uniquement.

b Matchs officiels uniquement.
Robert Moulinas, né le 7 mars 1937, est un joueur de rugby à XIII international français évoluant au poste de Demi d'ouverture ou d'ailier dans les années 1950 et 1960.
Il dispute le Championnat de France à travers deux clubs au cours de carrière, le SO Avignon et le Bataillon de Joinville. Avec Avignon, il remporte le Coupe de France en 1956.
Fort de ses performances en club, il côtoie l'équipe de France et compte deux sélections entre 1959 et 1960 affrontant l'Australie et la Grande-Bretagne.

## Biographie

### Palmarès
- Collectif :
  - Vainqueur de la Coupe de France : 1956 (Avignon).
  - Finaliste du Championnat de France : 1957 (Avignon).

### Détails en sélection
| 1. | 20 décembre 1959 | Australie       | 2-17  | Test-match | Demi d'ouverture | - | - | - | - |
| 2. | 26 mars 1960     | Grande-Bretagne | 17-17 | Test-match | Demi d'ouverture | - | - | - | - |